# Xã Amherst, Quận Cherokee, Iowa
Xã Amherst (tiếng Anh: Amherst Township) là một xã thuộc quận Cherokee, tiểu bang Iowa, Hoa Kỳ. Năm 2010, dân số của xã này là 745 người.